# BMW R 11
BMW R 11 – produkowany od 1929 do 1934 dwucylindrowy (bokser) motocykl firmy BMW produkowany w pięciu seriach: seria 1: 1929-1930, seria 2:. 1930-1931, seria 3: 1931-1932, seria 4: 1933-1934, seria 5: 1934. Jego sportową wersją był model R 16. Oba były pierwszymi motocyklami BMW wyposażonymi seryjnie w oświetlenie i prędkościomierz.

## Konstrukcja
Dwucylindrowy dolnozaworowy silnik w układzie bokser o mocy 18(20) KM wbudowany wzdłużnie zasilany 1 gaźnikiem BMW o średnicy gardzieli 24mm (Sum CK 3/500 F I w latach 1931-1934) lub 2 gaźniki Amal 6/406 SP i 6/407 SP w 1934.  Suche sprzęgło jednotarczowe (od 1931 dwutarczowe) połączone z 3-biegową, ręcznie sterowaną skrzynią biegów. Napęd koła tylnego wałem Kardana. Rama z tłoczonych profili stalowych ze sztywnym zawieszeniem tylnego koła. Z przodu zastosowano hamulec bębnowy o średnicy 200mm, a z tyłu hamulec szczękowy działający na wał napędowy. Prędkość maksymalna 95-100 km/h (112km/h w serii 5 w 1934).